# Biagio Biagetti
Biagio Biagetti, né le 21 juillet 1877 à Porto Recanati et mort le 2 avril 1948 à Macerata, est un peintre italien et restaurateur d'art, travaillant principalement avec des sujets sacrés.

## Biographie

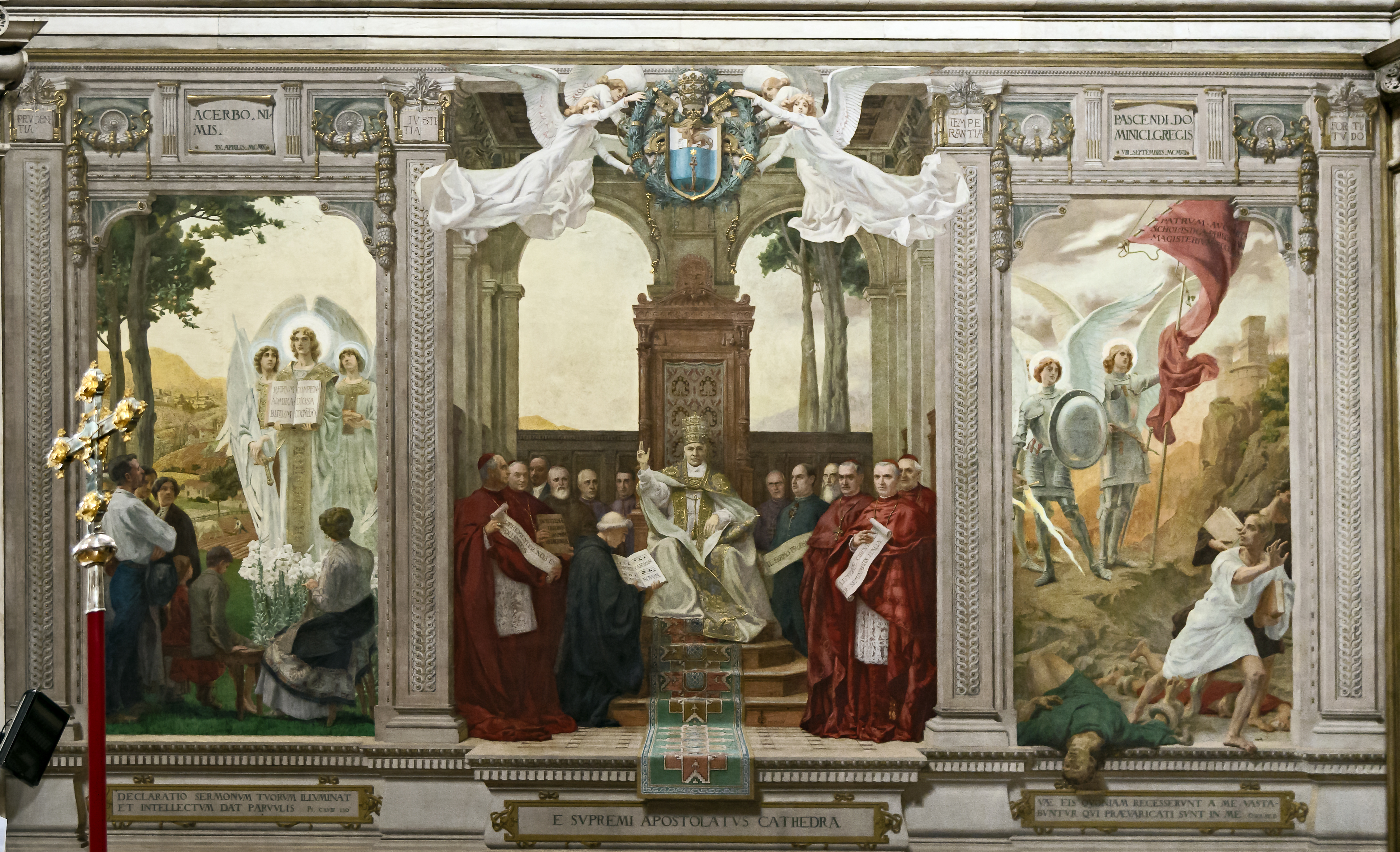
L'apothéose de Saint Pie X, peint pour la Cathédrale de Trévise

Biagio Biagetti naît le 21 juillet 1877 à Porto Recanati, d'Antonio et Lucia Sorgentini. Très jeune, il devient disciple de Ludovico Seitz.
En 1921, le Pape Benoît XV nomme Biagio Biagetti directeur artistique de la Galerie des peintures et des Palais Apostoliques, poste  maintenu grâce à la papauté de Pie XII. Là, il travaille sur des restaurations d'œuvres diverses, dont des fresques. Il travaille également sur de nouvelles mosaïques et restaurations. Il est également membre de l'Académie de Saint-Luc à Rome. Il prend sa retraite à Recanati, en 1945, il est nommé pour aider à la reconstruction d'après-guerre. Il restaure également  l'ancienne Académie de poésie Disuguali, fondée par Monaldo Leopardi. Il  peint une des chapelles de San Biagio, Pollenza. Ses peintures peuvent être vues aussi à Loreto, Macerata, Jesi, Montelupone, Porto Recanati, Padova, Treviso, Parma, Udine, Lendinara et Rome.
Biagio Biagetti meurt le 2 avril 1948 à Macerata.